# 3972 Richard
3972 Richard eller 1981 JD3 är en asteroid i huvudbältet som upptäcktes den 6 maj 1981 av den amerikanska astronomen Carolyn S. Shoemaker vid Palomar-observatoriet. Den är uppkallad efter upptäckarens bror, Richard A. Spellmann.
Asteroiden har en diameter på ungefär 4 kilometer.